# The Analogs
The Analogs är ett polskt streetpunkband. De kommer från Stettin, och de är mycket berömda i Polen. De var första som spelade oi! och streetpunk i Polen och var även de första som använde skinheadsymboler i texter och utseendet.

## Historia
I 1995 kom tre medlemmar i skabandet ”Dr Cycos” till replokalen i Stettin, för att arbeta på några punkrocksånger. De var: Marek Adamowicz ”Oreł” - gitarr, Ziemowit Pawluk ”Ziemek” - trummor och Paweł Czekała ”Piguła” (pillen) - bas. Bandet hade inget namn än. När bandet gjorde några låtar, började de söka en sångare. Första kandidaten var Tomek Iwanow ”Iwan”, bandets gamla vän, andra var Dominik Pyrzyna ”Harcerz” (scouten), som hade ett skarpt punkutseende, och han blev bandets första sångare.

### Debutalbumet
Första skivan heter ”Oi Młodzież” (Oi!-ungdomen) och spelades in i Kakadu Studio i Stettin, och bandet började prata med Zdzisław Jodko ”Dzidek” som var Pigułas gamla vän, och en ägare till Rock'n'roller skivstudio. Dzidek gick med på att ge ut ”Oi Młodzież” och bandet fick sitt namn – The Analogs. Albumet spelades in tillsammans med Dr Cycos. Direkt efter inspelningen och den första konserten med Dr Cycos, började Pigułas problem med rätten. I våren 1996 var albumet i butiker. När Piguła var borta, spelade Szymon Gebel och senare Artur Szmit bas.

### Konserten med D.O.A och negativa recensioner i oberoende press
Bandet började spela på konserter, den mest berömda och kontroversiella var en spelning tillsammans med det kanadensiska punkbandet D.O.A.. Det var i Poznań och konserten är ihågkommen som slagfältet mellan The Analogs fans och resten av publiken. Idag minns ingen vad som var anledningen till slagsmålen, men den oberoende pressen började anklaga Analogs för förhärligande av våldskultur. De hävdade att Analogs var fascistiskt och antifeministiskt.

### Början av en internationell karriär
1997 medverkade tre av The Analogs sånger på samlingsskivan "Oi! it's a world invasion" som gavs ut av Bronco Bullfrog Records och Step-1. I december 2003 bjöds bandet in till att spela på festivalen Punk & Disorderly i Tyskland. De var det enda polska bandet. De kom tillbaka till festivalen även 2005 och 2006.
Analogs låtar dök upp på följande internationella samlingsskivor:
- Oi! It's a world Invasion (Utgivare: Bronco Bullfrog) - 3 sånger
- Class Pride World Wide (Utgivare: Insurgence Records) - 2 sånger
- KOB vs. Mad Butcher (Utgivare: KOB/Mad Buther)
- Stay Punk! (Utgivare: Havin' a Laugh Records)

### Fler album
Andra albumet Street Punk Rulez! spelades in efter stor övertalning från Dzidek. Han var överraskad över att debutalbumet blev en så stor framgång, men Analogs var inte i bra kondition. Piguła var borta och Oreł började intressera sig för annan slags musik. Albumet bandades i samma replokal som den första, och majoriteten av texterna skrev Piguła i fängelse.
Materialet var kort, ljudet dåligt och många sånger var nya versioner av gamla hits. Trots det blev Street punk rulez mycket populär i Polen, och bandet spelade ofta låtar från detta album på konserter.
Street punk rulez var första albumet, som utgavs på CD-skiva. Direkt efter inspelningen lämnade Oreł bandet.
1999 kunde Piguła lämna fängelset, och som följd av detta spelade Analogs in några sånger i Kakadu Studio. Man kan höra den sessionen på ”promo-cd” från Garaż (garaget) zine.    
I samma nummer av Garaż zine kan man också läsa en intervju med bandet, där Analogs presenterar nya medlemmar i bandet. Analogs spelade med denna sättning tills tredje albumet Hlaskover rock
Innan albumet blev färdigt, började Heniek få alkoholproblem. Han kunde inte ens stå på scenen. De andra medlemmarna tvingade honom att lämna Analogs. För en kort tid kom Artur Szmit åter till bandet, tvärtom var han en nykterist, och han kunde inte uthärda spritlivet i bandet så han lämnade snabbt bandet. 
2001 började Analogs med en mycket stor konsert ”Punkowa Orkiestra Świątecznej Pomocy” i Kraków. Då spelade de med Błażej Halski från skabandet Vespa. Analogs gav flera konserter i Polen och Tyskland tillsammans med The Powlers från Kanada. Både grupper var förtjusta i sprit så de drack ofta tillsammans. På en fest skrämde killar Mick från Mad Butcher Records. Till följd därav Analogs kunde inte banda i Tyskland. 
I 2001 gav de ut en ny skiva Blask Szminki (En läppstiftetets glans). På det albumet var fyra nya sånger och nya versioner av gamla hits. Då var Analogs i Tjeckien för första gången. De spelade en konsert i Prag.

### Konserter med stjärnor
I januari 2002 spelade Analogs på ”Punkowa orkiestra” igen tillsammans med Oxymoron, Skareface, Anti-Nowhere League och Los Fastidios. Efter det giget bestämde sig Kwadrat för att lämna bandet. 
På våren åkte de till Italien, och på sommaren var de med på den största punkrockfestivalen i Östeuropa – ”Anti Fest” i Tjeckien. Analogs kom där med en ny medlem Jacek Tomczak som spelade gitarr.
Samma år spelade Analogs konserten med Bulbulators före The Exploited i Kraków. Tyvärr var biljettpriset mycket högt så det fanns inte många fans på konserten.

### Senaste skivorna
2003 kom en ny skiva. Det albumet bandades i Elvis Van Tomato i Stettin. Albumet kallades Trucizna (Ett gift), och snart gav Analogs många konserter, att göra promotion till sitt nytt barn. De spelade tillsammans med Los Fastidos från Italien. På den turnén kom många fans, och albumet fick bra recensioner. Många sånger blev gåtanshymner. Analogs brukar göra några covers på varje skiva. På ”Trucizna” var det: Ramones, 4 Skins och Cock Sparrer-låtar.
På sommaren åkte killarna till Tjeckien (Anti Fest) igen. De var det enda bandet från Polen. När de kom tillbaka till Polen, bestämde sig tre medlemmar för att lämna bandet av olika orsaker. Zimek kunde inte längre dela tid mellan Analogs och sitt privatliv. Błażej flyttade tillbaka till sin hemstad Kielce, och Smalec ville inte fortsätta utan Błażej. Stora förändringar följde. Paweł Boguszewski övertog trummor och Piotr Półtorak gitarr. Dominik Pyrzyna blev sångare igen.
I början av 2004 kom det ännu en förändring. Jacek Tomczak lämnade bandet. Hans plats tog Kuba Krawczyk.
Samma år bandade bandet ett nytt album som heter Kroniki policyjne (poliskrönikor). I oktober gav de fler konserter än någonsin tidigare. I 2005 gjorde de ett avbrott. Analogs förberedde sig till sitt 10-årsjubileum. De var bara två gånger i Italien.

### Tio år senare...
10-årsjubileet var i april 2005. Det varade i två dagar. Många gäster var inbjudna. Till exempel: Schizma, Vespa, AEFDE, Komety, PDS, WSC, Zbeer, Wściekły Pies, Anti Dread. Till slut spelade Analogs naturligtvis.
I sommaren 2005 delta bandet i två stora festivaler: I Tyskland (”Back to the future”) och i Tjeckien (”Anti Fest”). I augusti gav de ut sin sista skiva ”Talent zero” (talangen noll). Albumet innehöll bara covers av klassiska punk-rocksånger med polska texter.

### 2006
I början av 2006 lämnade Dmuchacz bandet. Hans plats intogs av Kacper.
Senaste skivan Poza Prawem kom ut i oktober 2006. Skivan skulle anslutas till en bok om gatubarn. Man känner inte bokens titel.
I december 2006 lämnade Piotr Półtorak bandet av personliga och familjeskäl. Hans plats togs av Miro, gitarrist i band som Anti Dread och Needle & Pins.
I mars 2006 väntade man ”Oi! Młodzież” på vinylskiva, vad som blev av denna är inte känt.

## Diskografi
- Oi Młodzież 1996
- Street Punk Rulez! 1997
- Hlaskover Rock 1999
- Oi! Młodzież/Mechaniczna Pomarańcza 2000
- Blask Szminki 2001
- Trucizna 2003
- Kroniki policyjne 2004
- Talent zero 2005
- Najlepsze z najgorszych 2005
- Poza prawem 2006
- Miejskie Opowieści 2008
- Taniec Cieni 2010
- Wikimedia Commons har media som rör The Analogs.